# Odkaliště Pao-kang
Pao-kang je uměle vytvořené jezero sloužící jako odkaliště, které se nachází asi 20 kilometrů od centra města Pao-tchou v čínské autonomní oblasti Vnitřní Mongolsko. Jedná se pravděpodobně o nejvíce znečištěnou vodní nádrž na světě.[zdroj?] Její plocha činí přibližně 9,425 km². Přehrada je plná hlušiny a odpadní kejdy z nedalekých rafinérských zařízení na získávání  kovů vzácných zemin, okolí jezera, stejně tak jako toxická voda, mají černou barvu. Jezero je místem, kam ústí toxický odpad z nedalekých továren a rafinerií a hranice mezi městem a touto průmyslovou zónou je téměř neznatelná. V roce 2016 čínské úřady zjistily kontaminaci zemědělské půdy obklopující přehradu. Chemikálie v přehradě jsou spojovány s nižšími výnosy plodin v okolních zemědělských půdách a vážnými zdravotními problémy mezi místními obyvateli.

## Historie
Ještě v roce 1950 byla tato oblast Pao-tchou obydlena asi 97 tisíci lidmi a byla poseta poli, na kterých se pěstovala zelenina a ovoce. S nalezištěm vzácných kovů se zde začaly budovat továrny na jejich zpracování. Stavba přehrady začala v roce 1955, byla dokončena v roce 1963, ale používána byla až v roce 1965. Vlastní ji společnost Baotou Steel. Kruhová přehrada je 11,5 km dlouhá a má kapacitu 85 000 000 m³. Přehrada se může volitelně[ujasnit] zvýšit o 1,045 metru na výšku a pak by měla kapacitu 233 800 000 m³.
S rostoucím komplexem továren rostlo i znečištění, a to nejen ovzduší, ale také vody a půdy. Ze začátku si lidé výrazného znečištění nevšimli. Kontaminace toxickými látkami se nejprve projevila na rostlinách a zvířatech. Veškeré plody zkysly a zvířata začala umírat. Později výrazně utrpěli i lidé. Zbělely jim vlasy, postupně vypadaly zuby a začaly se u nich vyskytovat dýchací a kožní problémy. Děti se rodily s křehkými kostmi. Zvýšilo se i procento nemocných s rakovinou. Ve městě žije nyní kolem 2,5 milionu obyvatel. Důvod tohoto rychlého nárůstu obyvatel je touha po zbohatnutí na vzácných kovech.[zdroj⁠?!]

## Těžba a využití
Těžařská čtvrť Bajan Obo, asi 120 kilometrů od města Pao-tchou, je největším světovým dodavatelem minerálů vzácných zemin pro elektrotechnický průmysl. Produkce vytváří miliony tun odpadu ročně, což vyvolalo velkou kritiku přehrady. Mnoho lidí po celém světě, ačkoliv nevědomky, je na tomto jezeře závislých. Továrny sem odvádějí toxický odpad, který vzniká při zpracovávání vzácných kovů. Podle oficiálních údajů se v Pao-tchou těží hned 17 vzácných prvků, které nachází využití v široké škále hi-tech. Od výroby telefonů, mikrovlnných trub, objektivů kamer, žárovek, fotoaparátů přes solární články až po průmyslové magnety a raketové naváděcí systémy. Čína je největším vývozcem těchto vzácných kovů. 95% světové produkce pochází z této země, a dvě třetiny čínské těžby se odehrává právě v této oblasti 
Po vytěžení minerálů je nutný následný proces separace pro získání potřebných látek. Tento proces je velmi náročný, zdlouhavý a vzniká při něm velké množství nebezpečného odpadu. Dále se pak při výrobě odděluje také významné množství radioaktivního thoria. Proto je zde přirozené radioaktivní prostředí trojnásobně vyšší, než činí běžný průměr. Každá fáze zpracování těchto vzácných kovů má devastující dopady na životní prostředí. Při zpracování jedné tuny vzácných kovů se vyprodukuje až 2000 tun toxického odpadu. Závody v Baotou vyprodukují ročně kolem deseti milionů tun odpadní vody.[zdroj⁠?!]

## Neodym a cer
Jedná se o nejčastěji těžené, avšak ne tak vzácné prvky. Neodym se vyskytuje stejně hojně jako například měď či nikl. Používá se pro barvení skla, na výrobu laserů, silných, a přitom velmi lehkých magnetů, které se používají například ve větrných elektrárnách, spotřební elektronice, jako jsou sluchátka, mikrofony do mobilu a počítačové pevné disky. Cer nalézá své hlavní uplatnění v metalurgickém průmyslu při výrobě speciálních slitin a je důležitou složkou průmyslových katalyzátorů. To, co oba prvky dělá natolik vzácné, je toxický proces potřebný k jejich extrakci z rudy a jejich upravení pro průmyslové využití. Například cer se extrahuje drcením minerálních směsí a jejich rozpouštěním v kyselině dusičné.